# 辉南镇
辉南镇，是中华人民共和国吉林省通化市辉南县下辖的一个乡镇级行政单位。

## 行政区划
辉南镇下辖以下地区：
胜利街社区、解放街社区、城关村、东关村、西关村、集贤村、长安村、高升村、松树村、七合村、永兴村、复兴村、大阳村、东升村、三合村和双龙村。